# Operazioni militari alleate della guerra del Vietnam (1965)
Questa pagina contiene una lista delle operazioni militari condotte nel 1965 durante la guerra del Vietnam dalle forze statunitensi o dai loro alleati.
| Durata                        | Nome                         | Descrizione | Luogo                                                                                       |
| ----------------------------- | ---------------------------- | --- | ------------------------------------------------------------------------------------------- |
| 1965 - 1972                   | Operazione Footboy           | Operazione segreta del MACVSOG lungo il Vietnam del Nord e le sue acque per condurre una guerra psicologica e collezionare informazioni di ogni tipo | Vietnam del Nord                                                                            |
| 5 gennaio                     | senza nome                   | Spostamento di unità delle forze speciali statunitensi e di civili armati | Provincia di Tay Ninh                                                                       |
| 7 - 24 febbraio               | Operazione Flaming Dart      | Fase 1 (7 febbraio): bombardamento USAF contro postazioni dell'esercito nordvietnamita attorno a Dong Hoi e alla zona smilitarizzata. Fase 2 (11 febbraio): azione USAF e VNAF ai danni dei villaggi di Chanh Hoa e Vit Thu Lu, entrambi nel Vietnam del Nord | Dong Hoi, zona smilitarizzata, Chanh Hoa e Vit Thu Lu                                       |
| 2 marzo - 1º novembre 1968    | Operazione Rolling Thunder   | Grande operazione di bombardamento USAF, VNAF e US Navy con lo scopo di distruggere installazioni militari e vie di rifornimento, oltre a debilitare l'opinione pubblica | Vietnam del Nord                                                                            |
| 11 marzo - 1972               | Operazione Market Time       | Sforzo US Navy e della marina sudvietnamita per fermare i rinforzi nordvietnamiti diretti al sud | Mar Cinese meridionale                                                                      |
| 31 marzo                      | Operazione Quyet Thang 512   | Assalto aereo del 5º battaglione ARVN (esercito sudvietnamita) insieme al MAG-16, HMM-163 e VMM-162 | 40 km a sud di Đà Nẵng, vicino Tam Kỳ                                                       |
| 3 aprile - 11 novembre 1968   | Operazione Steel Tiger       | Parte dell'operazione Barrell Roll, durante Steel Tiger la 2ª divisione aerea USAF ebbe il compito di interdire il movimento di uomini e mezzi che dal nord muoveva verso il sud | Laos sud orientale                                                                          |
| 31 maggio - 3 giugno          | senza nome                   | Serie di assalti aerei condotti dalla 173ª brigata aviotrasportata, prima operazione portata a termine da un'intera brigata in Vietnam | Vicino Biên Hòa                                                                             |
| 18 giugno - 15 agosto 1973    | Operazione Arc Light         | Bombardamento di basi comuniste portato avanti dai B-52 USAF | Vietnam del Sud                                                                             |
| 27 - 30 giugno                | senza nome                   | Prima grande offensiva della 173ª brigata aviotrasportata nella zona di guerra "D" (circa 32 km a nord est di Saigon) con l'aiuto dell'ARVN e del 1º battaglione del Royal Australian Regiment | Provincia di Long Khánh                                                                     |
| 6 - 9 luglio                  | Operazione 17-65             | Operazione della 173ª brigata aviotrasportata | Provincia di Phuoc Thanh                                                                    |
| 6 - 10 luglio                 | senza nome                   | Assalti aerei multipli del 43º reggimento fanteria USA nella zona di guerra "D", a nord del fiume Dong Nai | Provincia di Long Khánh                                                                     |
| 8 luglio - 19 agosto          | Operazione Than Phong II     | Operazione del II corpo d'armata ARVN diretta a liberare la strada nº 19 |                                                                                             |
| 28 luglio                     | Operazione Lien Ket 4        | Assalto aereo combinato del 2º battaglione del 4º reggimento marines, 51º reggimento ARVN e 3º battaglione dei Marines sudvietnamiti (VNMC) |                                                                                             |
| 28 luglio - 2 agosto          | Operazione 19-65             | Operazione della 173ª brigata aviotrasportata e del 1º battaglione del Royal Australian Regiment volta ad eliminare i vietcong dalla zona speciale di Rung Sat | Provincia di Phuoc Tuy                                                                      |
| 2 - 3 agosto                  | Operazione Blast Out         | Prima missione di Search and Destroy condotta dal 1º battaglione del 3º reggimento Marines e dal 4º reggimento ARVN nel villaggio di Cam Ne | 16 km a sud ovest di Da Nang, provincia di Quang Nam                                        |
| 3 agosto                      | Operazione Dan Thang 5       | Trasporto tramite elicotteri di 1.150 soldati in sei ondate da Camp Holloway a Đức Cơ, assediata da reparti filo-comunisti | Provincia di Pleiku                                                                         |
| 4 - 5 agosto                  | Operazione Marble Mountain   | Operazione Search and Destroy USMC | Zona del I corpo tattico                                                                    |
| 6 - 7 agosto                  | Operazione Thunderbolt       | Operazione Search and Destroy del 4º reggimento marines e del 51º reggimento ARVN contro il 1º reggimento vietcong | Sud del fiume Tra Bong                                                                      |
| 7 - 11 agosto                 | Operazione Frag Order 12-65  | Operazione Search and Destroy della 173ª brigata aviotrasportata e del 1º battaglione del Royal Australian Regiment | Provincia di Phuoc Thanh                                                                    |
| 7 - 11 agosto                 | Operazione Frag Order 15-65  | Operazione Search and Destroy della 173ª brigata aviotrasportata e del 1º battaglione del Royal Australian Regiment | Provincia di Bien Hoa                                                                       |
| 10 - 11 agosto                | Operazione Binh Dinh         | Operazione Search and Destroy USMC | Zona del II corpo tattico                                                                   |
| 10 - 21 agosto                | senza nome                   | Operazione della 1ª brigata della 101ª divisione aviotrasportata | Sud ovest di Nha Trang                                                                      |
| 11 agosto - 8 settembre       | Operazione Barracuda         | Operazione Search and Destroy portata avanti dalla 1ª brigata della 101ª divisione aviotrasportata, dalla 2ª brigata della 1ª divisione di fanteria e dal 1º battaglione del 18º reggimento fanteria | 19 km ad ovest di Nha Trang, provincia di Khanh Hoa                                         |
| 12 agosto                     | Operazione Midnight          | Operazione Search and Destroy del 3º reggimento marine | 19 km a nord ovest di Đà Nẵng, provincia di Quang Nam                                       |
| 16 - 17 agosto                | Operazione Anvil             | Operazione Search and Destroy | Zona tattica del III corpo                                                                  |
| 17 - 24 agosto                | Operazione Starlite          | Operazione del 2nd Battalion 4th Marines, 3rd Battalion 4th Marines, 3rd Battalion 3rd Marines e 3rd Battalion 7th Marines | Penisola di Van Tuong, provincia di Quang Tri                                               |
| 19 - 22 agosto                | Operazione Cutlass           | Operazione Search and Destroy della 173ª brigata aviotrasportata, 101ª divisione aviotrasportata e 5º gruppo forze speciali | Sud di Nha Trang                                                                            |
| 25 agosto - 1º ottobre        | Operazione Highland          | Operazione della 1ª brigata delle Screaming Eagles e del 2nd Battalion 7th Marines con l'obiettivo di aprire la strada nº 19 tra Quy Nhơn e An Khê e permettere così il dispiegamento della 1ª divisione di cavalleria ("1CD") | Provincia di Binh Dinh                                                                      |
| 25 agosto - 10 settembre      | Operazione Quin Thang 165    | Operazione ARVN per prendere possesso di una strada. Il 21º squadrone supporto aereo tattico USAF dispose 50 attacchi di Skyraide, 4 di F-100 e 1 di B-57 |                                                                                             |
| 28 agosto - 3 settembre       | Operazione Than Phong III    | Operazione del II corpo d'armata ARVN per aprire la strada nº 21 da Buôn Ma Thuột a Nha Trang. I Marines, l'US Navy e l'USAF compirono un totale di 113 attacchi aerei |                                                                                             |
| 1º settembre                  | Operazione Talon             | Operazione della 1ª brigata delle Screaming Eagles | Passo di An Khe                                                                             |
| 1º settembre                  | senza nome                   | Operazione del 1º battaglione del 503º reggimento fanteria | Vicino Kon Tum, provincia omonima                                                           |
| 4 settembre                   | Operazione Venture           | Operazione della 1ª brigata delle Screaming Eagles | Distretto di An Khê                                                                         |
| 5 - 7 settembre               | Operazione Stomp             | Operazione del 2º battaglione del 7º reggimento Marines | 16 km a nord di Quy Nhơn                                                                    |
| 6 - 9 settembre               | Operazione Tam Thang 118     | Operazione del II corpo d'armata ARVN | Vicino Buôn Ma Thuột                                                                        |
| 7 settembre                   | Operazione Bayonet           | Operazione della 1ª brigata delle Screaming Eagles nell'ambito dell'operazione Highland | Distretto di An Khe                                                                         |
| 7 - 10 settembre              | Operazione Piranha           | Operazione volta all'eliminazione dei resti del 1º reggimento vietcong e alla prevenzione di inflitrazioni via mare. Partecipò il 1st Battalion 7th Marines, il 3rd Battalion 3rd Marines, il 3rd Battalion 7th Marines, il 2º battaglione del 4º reggimento ARVN e il 3º reggimento Marine sudvietnamita                                                                                              | Penisole di An Ky e Batangan                                                                |
| 9 settembre                   | Operazione Cacti             | Operazione della 1ª brigata delle Screaming Eagles nell'ambito dell'operazione Highland | Distretto di An Khe                                                                         |
| 10 settembre                  | Operazione Than Phong IV     | Operazione del II corpo d'armata ARVN | Vicino a Quy Nhơn                                                                           |
| 10 - 11 settembre             | Operazione Cold Steel        | Operazione Search and Destroy USA | Zona tattica del II corpo                                                                   |
| 13 - 14 settembre             | Operazione Cactus            | Operazione Search and Destroy USA | Zona tattica del II corpo                                                                   |
| 14 - 28 settembre             | senza nome                   | Operazione Search and Destroy della 173ª brigata aviotrasportata | Distretto di Ben Cat                                                                        |
| 14 - 28 settembre             | Operazione 24-65             | Operazione Search and Destroy del 1º battaglione del Royal Australian Regiment e della 173ª brigata aviotrasportata | Provincia di Binh Duong                                                                     |
| 18 - 22 settembre             | Operazione Gibralter         | Operazione della 1ª divisione di cavalleria insieme ad elementi ARVN e alla 1ª brigata della 101ª divisione aviotrasportata | Quy Nhơn                                                                                    |
| 21 settembre - 1968           | Operazione Shining Brass     | Serie di ricognizioni e azioni di intelligence compiute dai Montagnard e delle forze speciali dell'esercito USA per fermare reparti nordvietnamiti che dal Laos entravano nel Vietnam del Sud, avvalendosi anche di attacchi aerei. L'operazione cambiò nome in Prairie Fire nel 1968 e in Phu Dung l'8 aprile 1971                                                                                    | Laos orientale                                                                              |
| 22 settembre - 19 ottobre     | Operazione Good Friend       | Operazione di soccorso del 1º battaglione del 18º reggimento fanteria USA, stanziato nella base di Cam Ranh, iniziata dal 2º battaglione del 502º reggimento fanteria USA per permettere l'arrivo della 2ª brigata di fanteria sudcoreana | Baia di Cam Ranh                                                                            |
| 26 - 27 settembre             | Operazione Hard Rock         | Operazione Search and Destroy USMC | Zona tattico del I corpo                                                                    |
| 28 settembre - 13 novembre    | Operazione Sayonara          | Operazione della 1ª brigata delle Screaming Eagles e del 2º battaglione del 7º reggimento Marines per coprire il dispiegamento della divisione di fanteria meccanizzata "della capitale" sudcoreana | Quy Nhơn                                                                                    |
| 29 settembre - 25 ottobre     | Operazione Red One           | Operazione Search and Destroy del 2º battaglione del 18º reggimento fanteria USA | Provincia di Biên Hòa                                                                       |
| Ottobre                       | Operazione Phu Yen 7         | Raccolta del riso da parte dell'ARVN | Vicino Tuy Hoa                                                                              |
| Ottobre                       | Operazione Spread Out        | Operazione Search and Destroy del 2º battaglione, 7º reggimento Marines | Distretto di Vân Canh                                                                       |
| 1º ottobre                    | Operazione Checkerboard I    | Operazione Search and Destroy del 2º battaglione del 16º reggimento fanteria USA | Provincia di Binh Duong                                                                     |
| 1 - 9 ottobre                 | Operazione Blue Bonnet       | Operazione della 3ª brigata della 1ª divisione di cavalleria | Strada 19, provincia di Binh Dinh                                                           |
| 1º ottobre - 13 novembre      | Operazione Good Friend II    | Messa in sicurezza della zona vicino a Quy Nhơn a causa dell'arrivo della divisione di fanteria meccanizzata "della capitale" sudcoreana. Partecipò la 1ª brigata delle Screaming Eagles, il 2º battaglione del 7º reggimento Marines, la 1ª divisione corazzata e la 22ª divisione ARVN | Quy Nhơn                                                                                    |
| 2 - 4 ottobre                 | Operazione Quick Draw        | Operazione Search and Destroy del 3º battaglione, 7º reggimento Marines | Provincia di Quang Ngai                                                                     |
| 4 - 6 ottobre                 | Operazione Xray I            | Operazione Search and Destroy della 173ª brigata aviotrasportata | Provincia di Bien Hoa                                                                       |
| 4 - 25 ottobre                | Operazione Hopscotch         | Operazione Search and Destroy della 1ª brigata della 1ª divisione di fanteria USA | Province di Binh Duong e Bien Hoa                                                           |
| 8 - 14 ottobre                | Operazione Iron Triangle     | Operazione Search and Destroy svolta dopo uno dei primi bombardamenti dei B-52 dal 1º e 2º battaglione del 503º reggimento fanteria USA, aiutati dal 1º battaglione del Royal Australian Regiment | Triangolo di Ferro, provincia di Binh Duong                                                 |
| 9 ottobre - 1º novembre       | Operazione Cobra             | Messa in sicurezza della strada nº 19 da parte della 2ª brigata della 1ª divisione cavalleria | Provincia di Binh Dinh                                                                      |
| 10 - 14 ottobre               | Operazione Concord           | Operazione Search and Destroy della 3ª brigata della 1ª divisione cavalleria USA | Provincia di Binh Dinh                                                                      |
| 10 - 12 ottobre               | Operazione Shiny Bayonet     | Tentativo della 1ª divisione cavalleria USA e dei marines sudvietnamiti di intrappolare la 325ª divisione NVA (esercito regolare nordvietnamita) vicino al fiume Saui Ca | Vicino An Khe                                                                               |
| 10 - 31 ottobre               | Operazione Happy Valley      | Operazione del 1º battaglione del 5º reggimento cavalleria USA | "Valle Felice", provincia di Binh Dinh                                                      |
| 13 ottobre                    | Operazione Black Lion        | Operazione Search and Destroy del 2º battaglione, 28th Infantry Regiment | Provincia di Binh Duong                                                                     |
| 14 ottobre                    | Operazione Checkmate         | Operazione Search and Destroy del 2º battaglione, 28th Infantry Regiment | Provincia di Binh Duong                                                                     |
| 14 - 17 ottobre               | Operazione Lonesome End      | Operazione della 1ª brigata della 1ª divisione di cavalleria USA | Provincia di Binh Dinh                                                                      |
| 15 ottobre                    | Operazione Flip Flop         | Operazione Search and Destroy del 1º battaglione del 16º reggimento fanteria USA | Provincia di Binh Duong                                                                     |
| 16 ottobre                    | Operazione Depth             | Operazione Search and Destroy del 2º battaglione, 28º reggimento fanteria USA | Provincia di Binh Duong                                                                     |
| 16 ottobre                    | Operazione Fly Low           | Operazione Search and Destroy del 1º battaglione, 16º reggimento fanteria USA | Provincia di Binh Duong                                                                     |
| 16 ottobre - 1º novembre      | Operazione Settlement        | Messa in sicurezza della strada nº 19 da parte della 2ª brigata della 1ª divisione di cavalleria | Provincia di Binh Dinh                                                                      |
| 17 ottobre                    | Operazione Bushmaster Bravo  | Operazione Search and Destroy della 3ª brigata, 1ª divisione fanteria USA | Provincia di Binh Duong                                                                     |
| 18 - 19 ottobre               | Operazione Triple Play       | Operazione Search and Destroy del 3º battaglione, 3º reggimento Marines | Provincia di Quang Tin                                                                      |
| 18 - 24 ottobre               | Operazione Trail Blazer      | Ricognizione del 3º battaglione ricognizione dei Marines USA | Provincia di Quang Nam                                                                      |
| 18 - 24 ottobre               | Operazione Trail Boss        | Operazione Search and Destroy della 2ª brigata della 1ª divisione cavalleria USA |                                                                                             |
| 19 ottobre                    | Operazione Hot Foot          | Operazione Search and Destroy del 2º battaglione, 28º reggimento fanteria USA | Provincia di Binh Duong                                                                     |
| 19 ottobre                    | Operazione Ranger I          | Operazione Search and Destroy del 1º battaglione, 16º reggimento fanteria USA | Provincia di Binh Duong                                                                     |
| 20 ottobre - 7 novembre       | Operazione Indian Scout      | Copertura della divisione di fanteria meccanizzata "della capitale" sudcoreana, in movimento verso la sua area di competenza, effettuata dalla 1ª brigata della 1ª divisione di cavalleria | Provincia di Binh Dinh                                                                      |
| 21 - 27 ottobre               | Operazione New One           | Operazione della 173ª brigata aviotrasportata | Provincia di Binh Duong                                                                     |
| 21 - 29 ottobre               | Operazione Dan Thang 21      | Operazione del 11th Armored Cavalry Regiment | Provincia di Pleiku                                                                         |
| 22 - 25 ottobre               | Operazione Red Snapper       | Operazione svolta da due battaglioni regolari e un battaglione di ranger ARVN, quattro compagnie di milizie locali, dal 3º battaglione del 4º reggimento Marines e dal 2º battaglione del 3º reggimento Marines | Penisola di Phu Gia, 36 km a nord di Đà Nẵng                                                |
| 23 - 26 ottobre               | Operazione 27-65             | Operazione Search and Destroy del 1º battaglione del Royal Australian Regiment | Provincia di Biên Hòa                                                                       |
| 23 ottobre - 20 novembre      | Operazione Silver Bayonet    | Operazione congiunta della 1ª divisione di cavalleria USA e ingenti forze ARVN volta alla distruzione del 32º, 33º e 66º reggimento NVA | Valle di Ia Drang, provincia di Pleiku                                                      |
| 24 ottobre                    | Operazione Revenger          | Operazione Search and Destroy del 6º reggimento fanteria USA | Provincia di Binh Duong                                                                     |
| 24 ottobre - 26 novembre      | Operazione All the Way       | Operazione della 1ª brigata della 1ª divisione cavalleria USA | Vicino Pleiku                                                                               |
| 24 ottobre - 26 novembre      | Operazione Long Reach        | Vasta operazione Search and Destroy della 1ª (operazione All the Way), 2ª (operazione Silver Bayonet II) e 3ª brigata (operazione Silver Bayonet I) della 1ª divisione cavalleria USA per soccorrere il campo CIDG (civili armati sudvietnamiti) di Plei Me | Provincia di Pleiku                                                                         |
| 26 ottobre                    | Operazione Big Horn          | Operazione Search and Destroy della 1ª brigata della 1ª divisione fanteria USA | Provincia di Binh Duong                                                                     |
| 27 ottobre                    | Operazione Drum Head         | Operazione Search and Destroy del 3º battaglione, 7º reggimento Marines | Provincia di Quang Ngai                                                                     |
| 28 - 29 ottobre               | Operazione Triple Trouble    | Operazione Search and Destroy del 1º battaglione, 16º reggimento fanteria USA | Provincia di Binh Duong                                                                     |
| 29 - 31 ottobre               | Operazione Lien Ket 10       | Operazione del 2nd Battalion 4th Marines e del 3º battaglione del 6º reggimento ARVN, facente parte della 2ª divisione sudvietnamita, contro la base Viet Cong di Do Xa | 20 km ad ovest di Chu Lai                                                                   |
| 1º novembre                   | Operazione Binder I          | Operazione Search and Destroy della 3ª brigata della 1ª divisione fanteria USA | Provincia di Binh Duong                                                                     |
| 1 - 2 novembre                | Operazione Quyet Thang 172   | Operazione della 22ª divisione ARVN insieme alle forze USA del 1º e 52º battaglione aereo (17ª brigata aerea) e del Marine Helicopter Squadron. Partiti da Quy Nhơn, le unità dovevano garantire la protezione delle piantagioni di riso nella valle di Tuy Hoa | Provincia di Phu Yen                                                                        |
| 1 - 20 novembre               | Operazione Custer Flats      | Operazione Search and Destroy del 2º battaglione del 18º reggimento fanteria USA | Provincia di Bien Hoa                                                                       |
| 1º novembre - 8 dicembre      | Operazione Viper I           | Operazione Search and Destroy del 1º e 2º battaglione del 18º reggimento fanteria USA insieme al 2º battaglione del 16º reggimento fanteria USA | Provincia di Bien Hoa                                                                       |
| 1º novembre - 17 gennaio 1966 | Operazione Dagger One        | Operazione Search and Destroy del 1º e 2º battaglione del 18º reggimento fanteria USA insieme al 2º battaglione del 16º reggimento fanteria USA | Provincia di Bien Hoa                                                                       |
| 2 novembre                    | Operazione Binder II         | Operazione Search and Destroy 3ª brigata della 1ª divisione fanteria USA | Provincia di Binh Duong                                                                     |
| 3 - 5 novembre                | Operazione Black Ferret      | Operazione Search and Destroy del 1º e 3º battaglione del 7º reggimento Marines, aiutati dal 4º reggimento della 2ª divisione ARVN. Nell'azione morì la corrispondente di guerra Dickey Chapelle, uccisa da una mina antiuomo | 16 km a sud di Chu Lai, provincia di Quang Ngai                                             |
| 3 - 8 novembre                | Operazione Copperhead        | Operazione Search and Destroy del 1º battaglione del 18º reggimento fanteria USA | Province di Bien Hoa e Long Khánh                                                           |
| 5 - 9 novembre                | Operazione Hump              | Operazione della 173ª brigata aviotrasportata e del 1º battaglione Royal Australian Regiment | Nord-ovest della provincia di Bien Hoa                                                      |
| 7 novembre                    | Operazione Binder III        | Operazione Search and Destroy della 3ª brigata della 1ª divisione fanteria USA | Provincia di Binh Duong                                                                     |
| 7 - 10 novembre               | Operazione Blue Marlin       | Operazione anfibia del 2º battaglione (7º reggimento Marines), 3º battaglione (3º reggimento Marines) e di marines sudvietnamiti | Vicino Tam Kỳ, ex provincia di Quang Tin                                                    |
| 8 novembre                    | Operazione Binder IV         | Operazione Search and Destroy del 1º battaglione del 16º reggimento fanteria USA e della 3ª brigata della 1ª divisione fanteria USA | Provincia di Binh Duong                                                                     |
| 8 - 14 novembre               | Operazione Lightning         | Operazione della 2ª brigata marines sudcoreana | Provincia di Khanh Hoa                                                                      |
| 10 - 13 novembre              | Operazione Hop Out           | Operazione Search and Destroy del 1º battaglione del 7º reggimento cavalleria USA |                                                                                             |
| 10 - 15 novembre              | Operazione Road Runner       | Messa in sicurezza della strada nº 13 da parte della 3ª brigata della 1ª divisione fanteria USA | Nord del distretto di Ben Cat                                                               |
| 14 - 15 novembre              | Operazione Corn              | Operazione Search and Destroy del 1º battaglione del 12º reggimento cavalleria USA | Provincia di Binh Dinh                                                                      |
| 14 - 22 novembre              | Operazione Bushmaster I      | Operazione Search and Destroy della 3ª brigata della 1ª divisione fanteria USA | Sud della piantagione di gomma Michelin, distretto di Dầu Tiếng (provincia di Binh Duong)   |
| 15 novembre                   | Operazione New Life          | Controllo e messa in sicurezza di piantagioni di riso da parte della 10ª divisione ARVN, 1ª divisione fanteria USA e 173ª brigata aviotrasportata | Province di Bien Hoa e Binh Tuy                                                             |
| 15 - 16 novembre              | Operazione Docket I          | Operazione Search and Destroy del 1º battaglione del 2º reggimento fanteria USA | Provincia di Binh Duong                                                                     |
| 16 - 19 novembre              | Operazione Blue Marlin II    | Operazione anfibia del 3º battaglione del 3º reggimento Marines e due battaglioni di ranger sudvietnamiti | 35 km a sud di Đà Nẵng                                                                      |
| 18 novembre                   | Operazione Road Runner II    | Operazione della 3ª brigata della 1ª divisione fanteria USA | Provincia di Binh Duong                                                                     |
| 20 novembre                   | Operazione Road Runner III   | Operazione della 3ª brigata della 1ª divisione fanteria USA | Provincia di Binh Duong                                                                     |
| 20 - 26 novembre              | Operazione Silver Bayonet II | Operazione Search and Destroy della 2ª brigata della 1ª divisione cavalleria USA | Plei Me, provincia di Pleiku                                                                |
| 22 novembre                   | Operazione Road Runner IV    | Operazione della 3ª brigata della 1ª divisione fanteria USA | Provincia di Binh Duong                                                                     |
| 22 - 24 novembre              | Operazione Song Ve 6         | Operazione dell'11º e 37º battaglione ranger ARVN, 3º battaglione marine ARVN e 3º battaglione, 7º reggimento, marines USA | Provincia di Quang Ngai                                                                     |
| 22 - 25 novembre              | Operazione Turkey Shoot      | Operazione Search and Destroy del 1º battaglione del 28º reggimento fanteria USA | Provincia di Binh Duong                                                                     |
| 27 novembre                   | Operazione Rabbit Hunt       | Operazione Search and Destroy del 2º battaglione del 2º reggimento fanteria USA | Provincia di Binh Duong                                                                     |
| 28 novembre - 9 dicembre      | Operazione Bushmaster II     | Operazione Search and Destroy della 3ª brigata della 1ª divisione fanteria USA | Provincia di Binh Duong                                                                     |
| 28 novembre - 16 dicembre     | Operazione Checkerboard II   | Operazione Search and Destroy della 1ª brigata delle Screaming Eagles |                                                                                             |
| 30 novembre - 1º dicembre     | Operazione Riviera           | Operazione Search and Destroy del 1º battaglione del 28º reggimento fanteria USA | Provincia di Binh Duong                                                                     |
| 3 - 7 dicembre                | Operazione Ox Trail          | Operazione Search and Destroy della 2ª brigata della 1ª divisione cavalleria USA e del 2º battaglione del 12º reggimento cavalleria USA | Provincia di Binh Dinh                                                                      |
| 6 dicembre                    | Operazione Give Up           | Ricognizione del 2º battaglione del 5º reggimento cavalleria USA | Provincia di Binh Dinh                                                                      |
| 6 dicembre                    | Operazione Gladiator         | Operazione Search and Destroy del 2º battaglione del 28º reggimento fanteria USA | Provincia di Binh Duong                                                                     |
| 6 - 9 dicembre                | Operazione Charger Sweep     | Operazione Search and Destroy della 1ª brigata della 1ª divisione cavalleria USA | Provincia di Quang Tri                                                                      |
| 7 - 18 dicembre               | Operazione Feline            | Operazione Search and Destroy del 1º battaglione del 28º reggimento fanteria USA | Provincia di Binh Duong                                                                     |
| 8 dicembre - 11 novembre 1968 | Operazione Tiger Hound       | Operazione della 2ª divisione aerea USAF per ridurre il traffico lungo la porzione meridionale laotiana del sentiero di Ho Chi Minh, dalla strada nº 9 ad ovest della zona demilitarizzata fino a sud del confine cambogiano | -                                                                                           |
| 9 - 15 dicembre               | Operazione Sweeping Mustang  | Operazione Search and Destroy della 1ª brigata della 1ª divisione cavalleria USA | Zona tattica del II corpo                                                                   |
| 9 - 16 dicembre               | Operazione Bushmaster III    | Operazione Search and Destroy della 1ª brigata della 101ª divisione aviotrasportata USA | Provincia di Binh Duong                                                                     |
| 9 - 20 dicembre               | Operazione Harvest Moon      | Vasta operazione eseguita dal 2º battaglione del 7º reggimento Marines, dal 3º battaglione del 3º reggimento Marines, dalle compagnie "Lima" ed "Echo" del 2º battaglione del 9º reggimento Marines, dalla compagnia "Golf" del 2º battaglione del 4º reggimento Marines, dal 3º battaglione del 1º reggimento ARVN, dal 1º battaglione del 5º e 6º reggimento ARVN e dall'11º battaglione ranger ARVN | 37 km a nord-ovest di Chu Lai, nelle valli di Phuoc Ha e Que Son, ex provincia di Quang Tin |
| 9 - 20 dicembre               | Operazione Lien Ket 18       | Partecipazione ARVN all'operazione Harvest Moon | Distretto di Thang Binh, ex provincia di Quang Tin                                          |
| 10 - 14 dicembre              | Operazione Fish Hook I       | Operazione Search and Destroy della 2ª brigata della 1ª divisione cavalleria USA | Provincia di Binh Dinh                                                                      |
| 10 - 22 dicembre              | Operazione Quick Kick        | Operazione della 1ª brigata della 1ª divisione cavalleria USA | Province di Pleiku e Kon Tum                                                                |
| 11 dicembre                   | Operazione Frisk I           | Operazione Search and Destroy del 1º battaglione del 28º reggimento fanteria USA | Provincia di Binh Duong                                                                     |
| 14 - 16 dicembre              | Operazione Fish Hook II      | Operazione Search and Destroy della 2ª brigata della 1ª divisione cavalleria USA | Provincia di Binh Dinh                                                                      |
| 14 dicembre - 17 gennaio 1966 | Operazione Viper II          | Operazione Search and Destroy del 2º battaglione del 18º reggimento fanteria USA | Provincia di Bien Hoa                                                                       |
| 16 - 19 dicembre              | Operazione Clean House I     | Operazione Search and Destroy della 3ª brigata della 1ª divisione cavalleria USA | Provincia di Binh Dinh                                                                      |
| 17 dicembre                   | Operazione Frisk II          | Ricognizione del 1º battaglione del 28º reggimento fanteria USA | Provincia di Binh Duong                                                                     |
| 17 dicembre                   | Operazione Fulton            | Operazione Search and Destroy della 1ª divisione cavalleria USA | Province di Khanh Hoa, Tuyen Doc e Ninh Thuan                                               |
| 17 - 20 dicembre              | Operazione Scalping Mustang  | Operazione Search and Destroy del 1º battaglione dell'8º reggimento cavalleria USA | Provincia di Binh Dinh                                                                      |
| 17 - 21 dicembre              | Operazione Beaver I          | Messa in sicurezza delle strade eseguita dalla 3ª brigata della 1ª divisione fanteria USA | Zona tattica del III corpo                                                                  |
| 17 - 22 dicembre              | Operazione Smash             | Operazione Search and Destroy della 2ª brigata della 1ª divisione fanteria USA e della 173ª brigata aviotrasportata | Provincia di Bien Hoa                                                                       |
| 18 dicembre - 1972            | Operazione Game Warden       | Controllo del delta del Mekong da parte di forze USA per ridurre i rifornimenti ai Viet Cong | Delta del Mekong                                                                            |
| 19 - 20 dicembre              | Operazione Jingle Bells      | Operazione Search and Destroy del 1º battaglione del 28º reggimento fanteria USA | Zona tattica del III corpo                                                                  |
| 19 - 22 dicembre              | Operazione Clean House II    | Operazione Search and Destroy della 3ª brigata della 1ª divisione cavalleria USA | Provincia di Binh Dinh                                                                      |
| 23 - 26 dicembre              | Operazione Cherokee Trail    | Messa in sicurezza della strada nº 19 da parte della 1ª brigata della 1ª divisione cavalleria USA | Province di Binh Dinh, Kon Tum e Pleiku                                                     |
| 23 dicembre - 23 gennaio 1966 | Operazione Blue Light        | Ponte aereo della 25ª divisione fanteria USA dalle Hawaii a Pleiku effettuato dagli stormi USAF n° 60 e 61 | Pleiku                                                                                      |
| 27 dicembre                   | Operazione Hoa Xuan          | Operazione Search and Destroy del 1º battaglione del 4º reggimento Marines | Isola di Hoa Xuan                                                                           |
| 27 - 31 dicembre              | Operazione Clean House III   | Operazione Search and Destroy della 3ª brigata della 1ª divisione cavalleria USA | Provincia di Binh Dinh                                                                      |
| 28 - 30 dicembre              | Operazione Take Out          | Raccolta, effettuata dal 2º battaglione del 327º reggimento fanteria, dei resti di un AC-47 Spooky precipitato | Provincia di Binh Thuan                                                                     |
| 31 dicembre                   | Operazione Rebel Rouser      | Messa in sicurezza della strada nº 13 da parte della 3ª brigata della 1ª divisione fanteria USA | Provincia di Binh Duong                                                                     |
| 31 dicembre - 16 gennaio 1966 | Operazione Matador I         | Messa in sicurezza e difesa di obiettivi ad opera della 2ª brigata della 1ª divisione cavalleria USA | Province di Binh Dinh, Kontum e Pleiku                                                      |